# Gottlieb Pfeilsticker
Gottlieb Friedrich Daniel Pfeilsticker (* 29. November 1811 in Rot an der Rot; † 9. Dezember 1866 in Ravensburg) war ein deutscher Architekt.

## Leben
Gottlieb Pfeilsticker war ein Sohn des Amtmanns Gottlieb Friedrich Pfeilsticker und dessen Ehefrau Juliane Friederike Pfeilsticker geb. Hebsacker. Er hatte drei Geschwister, darunter einen Zwillingsbruder. Pfeilsticker verbrachte seine Kindheit und Jugend in Rot an der Rot und in Reutlingen; dort besuchte er die Lateinschule. Ab 1826 wurde er in der privaten Bauschule von Karl Marcell Heigelin in Tübingen ausgebildet. Heigelin ging 1829 als Professor an die neue Gewerbeschule in Stuttgart, wohin ihm Pfeilsticker folgte. 1830/1831 hatte er die Bauleitung für ein Ökonomiegebäudes auf dem Staatsgut Mooswald bei Friedrichshafen, 1832 leitete er den Bau der Gewerbeschule, 1833 einen Privat- und zwei Fabrikbauten in Esslingen am Neckar. Danach legte er das Staatsexamen im Baufach ab und arbeitete als selbstständiger Architekt. In dieser Zeit ließ er Bauten in Teinach, Wildbad und Tübingen errichten. Vermutlich ist der „G. Pfeilstiker“, der 1842 in der Wiener Allgemeinen Bauzeitung über das Hôtel Belle Vue im Wildbad in Württemberg berichtete, mit Gottlieb Pfeilsticker identisch.

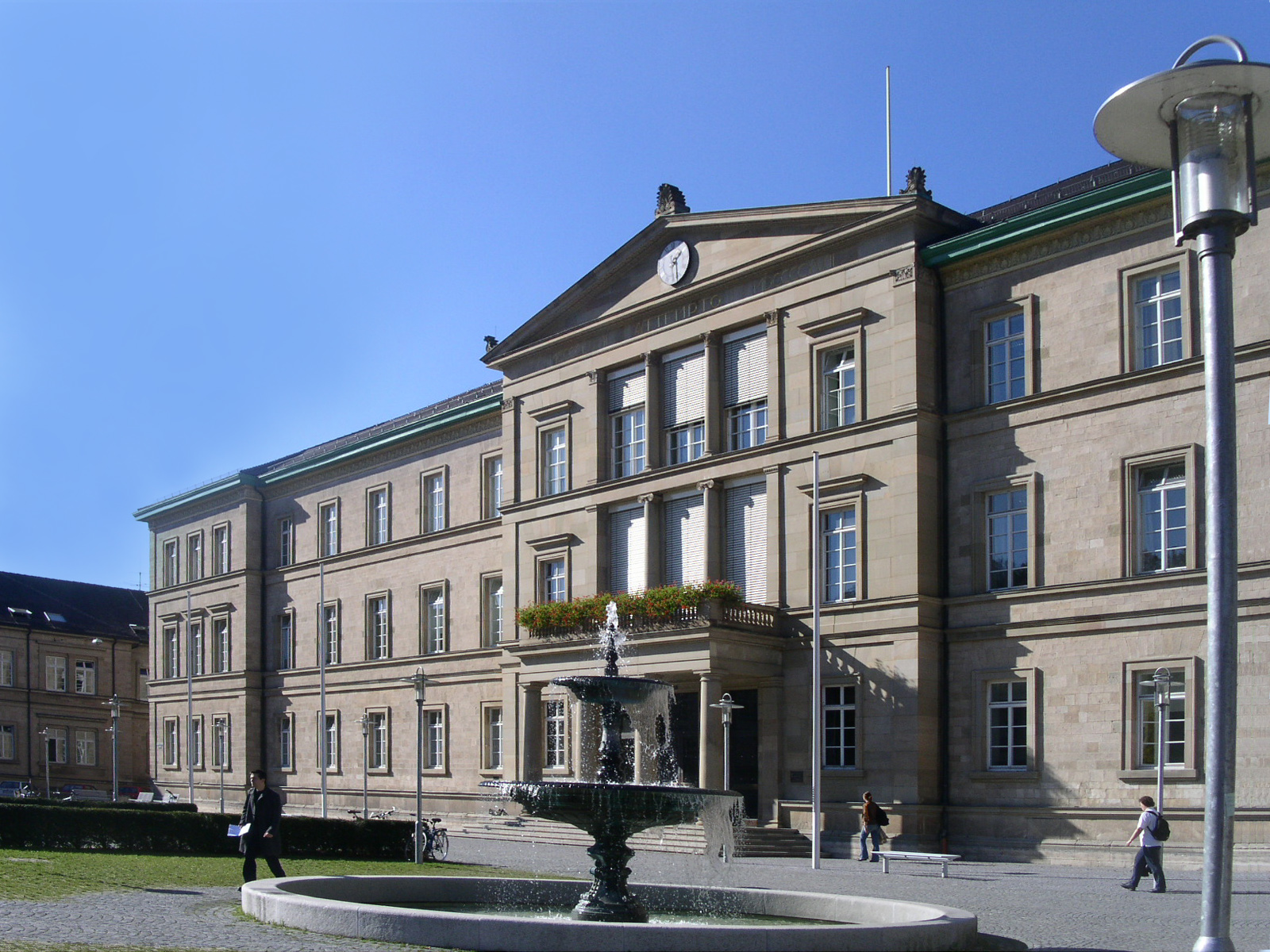
Neue Aula, Tübingen

Nach seiner Ernennung zum provisorischen Bauinspektor leitete er unter anderem den Bau der Neuen Aula in Tübingen. Im Sommer 1842 wurde Pfeilsticker Dozent für Baukunde an der Staatswissenschaftlichen Fakultät der Eberhard-Karls-Universität Tübingen, doch schon ein Jahr später wurde er zum Bezirksbauinspektor (mit dem Titel Baurat) in Ravensburg berufen. Damit war er auch für die Kameralamtsbezirke Heiligkreuztal, Ochsenhausen, Schussenried, Tettnang, Waldsee, Wangen im Allgäu und Altdorf-Weingarten zuständig.
Am 21. Oktober 1845 heiratete er in Ulm Pauline Friederike Susanne Albertine Schuster. Aus der Ehe gingen fünf Kinder hervor. Die Tochter Sophie (1849–1910) heiratete den Oberkirchenrat und Dekan Paul Gottlob Theodor Knapp. Sohn Albert wurde ebenfalls Architekt. Die Familie lebte ab 1857 an der Herrengasse in Ravensburg im Haus des verstorbenen Rechtsanwalts August Schuster, des Schwagers von Gottlieb Pfeilsticker. Pfeilsticker erlag bald nach seinem 55. Geburtstag einem Herzinfarkt.

## Bauten (Auswahl)
- 1845–1846: Oberamtsgebäude in Leutkirch
- 1847–1848: Oberamtsgebäude in Ravensburg
- 1848–1852: Kirche St. Michael in Hohentengen
- 1853: Kirche St. Stephanus in Bollingen
- 1854: Pfarrkirche St. Lambertus in (Ertingen-)Binzwangen
- Hauptfassade des Spitals in Waldsee
- 1858–1860: Teilneubau der Kirche St. Gallus in Tettnang
- 1861: Kirche St. Nikolaus in Schmalegg
- 1861–1867: Schloss Montfort in Langenargen